# José Joaquín de Herrera
José Joaquín de Herrera (ur. 23 lutego 1792 w Jalapie, zm. 10 lutego 1854 w mieście Meksyk) – meksykański wojskowy i polityk, trzykrotny prezydent Meksyku.  

## Życiorys
José Joaquín de Herrera urodził się 23 lutego 1792 roku w Jalapie. Od 1810 roku walczył w armii hiszpańskiej przeciwko powstańcom, po czym przeszedł na ich stronę, wspierając „Plan z Iguali” i Agustína de Iturbide (1783–1824), i jako generał brygady walczył w Armii Trzech Gwarancji. 
W 1824 roku reprezentował w Kongresie Veracruz i zasiadał w kongresowej Komisji ds. Wojskowych. W 1826 roku stał na czele Korpusu Kawalerii Narodowej, w 1828 roku był gubernatorem Dystryktu Federalnego, a w latach 1833 i 1834 ministrem w rządach Santa Anny (1794–1876). W 1844 roku dwukrotnie obejmował urząd prezydenta. Po raz drugi został prezydentem po obaleniu Santa Anny, który został skazany na dożywotnią banicję. W lutym 1845 roku Stany Zjednoczone podjęły decyzję o aneksji Teksasu, co wcześniej dla Santa Anny równało się z wypowiedzeniem wojny. Herrera natomiast, zdając sobie sprawę z katastrofalnej sytuacji finansowej i militarnej państwa i wobec braku wsparcia z Europy, podjął próby negocjowania porozumienia z Amerykanami. Próby te nie znalazły poparcia wśród Meksykanów i w grudniu 1845 roku doszło do rebelii poprowadzonej przez generała Mariano Paredesa (1797–1849). Herrera podał się do dymisji i władzę przejął Paredes.   
Prezydentem został po raz trzeci na krótko przed wyjściem wojsk amerykańskich. Został zaprzysiężony przed Kongresem. Meksyk znajdował się w katastrofalnej sytuacji, a po kraju grasowały uzbrojone bandy złodziei. Herrera podjął próby zaprowadzenia państwa prawa i przywrócenia porządku publicznego. Promował politykę liberałów, wspierany m.in. przez ministra Mariano Riva Palacio (1803–1880). Zredukował wydatki publiczne i wojskowe, walczył z korupcją w administracji publicznej. Reparacje uzyskane na mocy traktatu pokojowego z Guadalupe Hidalgo kończącego wojnę amerykańsko-meksykańską (1846–1848) spożytkował m.in. na spłatę długu Anglii i pensje dla administracji. Wobec mnożących się protestów i rebelii, Herrera złożył urząd. 
Zmarł 10 lutego 1854 roku w mieście Meksyk.       